# Don Lind
Don Leslie Lind (ur. 18 maja 1930 w Midvale, stan Utah, zm. 30 sierpnia 2022 w Logan) – fizyk, pilot wojskowy, astronauta amerykański.

## Wykształcenie, służba wojskowa i praca zawodowa
Szkołę średnią (Jordan High School) ukończył w Sandy, stan Utah.
- 1953 – został absolwentem University of Utah w Salt Lake City, uzyskując z wyróżnieniem licencjat z fizyki.
- 1954 – przeszedł kurs dla kandydatów na oficerów sił morskich w Navy's Officer Candidate School w Newport. Po jego zakończeniu otrzymał stopień podporucznika rezerwy sił morskich (ensign).
- 1954–1957 – pełnił czynną służbę w marynarce wojennej USA. Początkowo w bazie San Diego, a później na lotniskowcu USS „Hancock” (CV-19). W 1955 zakończył przeszkolenie lotnicze i został pilotem lotnictwa morskiego. Dwa lata później przeszedł do rezerwy marynarki wojennej.
- 1957–1964 – pracował w Berkeley (Kalifornia) w Lawrence Radiation Laboratory, gdzie zajmował się zagadnieniami związanymi z rozpraszaniem pionów.
- 1964 – na University of California w Berkeley obronił pracę doktorską z zakresu fizyki jądrowej.
- 1964–1966 – pracował w NASA w Centrum Lotów Kosmicznych imienia Roberta H. Goddarda (Goddard Space Flight Center) jako specjalista w dziedzinie fizyki kosmicznej. Badał m.in. właściwości cząstek o niskiej energii w ziemskiej magnetosferze i przestrzeni kosmicznej.
- 1969 – opuścił korpus rezerwy marynarki wojennej.
- 1975–1976 – na University of Alaska w Instytucie Geofizyki prowadził badania naukowe do pracy habilitacyjnej.

Jako pilot wylatał 4500 godzin, z czego ponad 4000 z nich na samolotach z napędem odrzutowym.
Jest członkiem Amerykańskiej Unii Geofizycznej (American Geophysical Union) oraz Amerykańskiego Stowarzyszenia Na Rzecz Rozwoju Nauki (AAAS - American Association for Advancement of Science).

## Praca w NASA i kariera astronauty

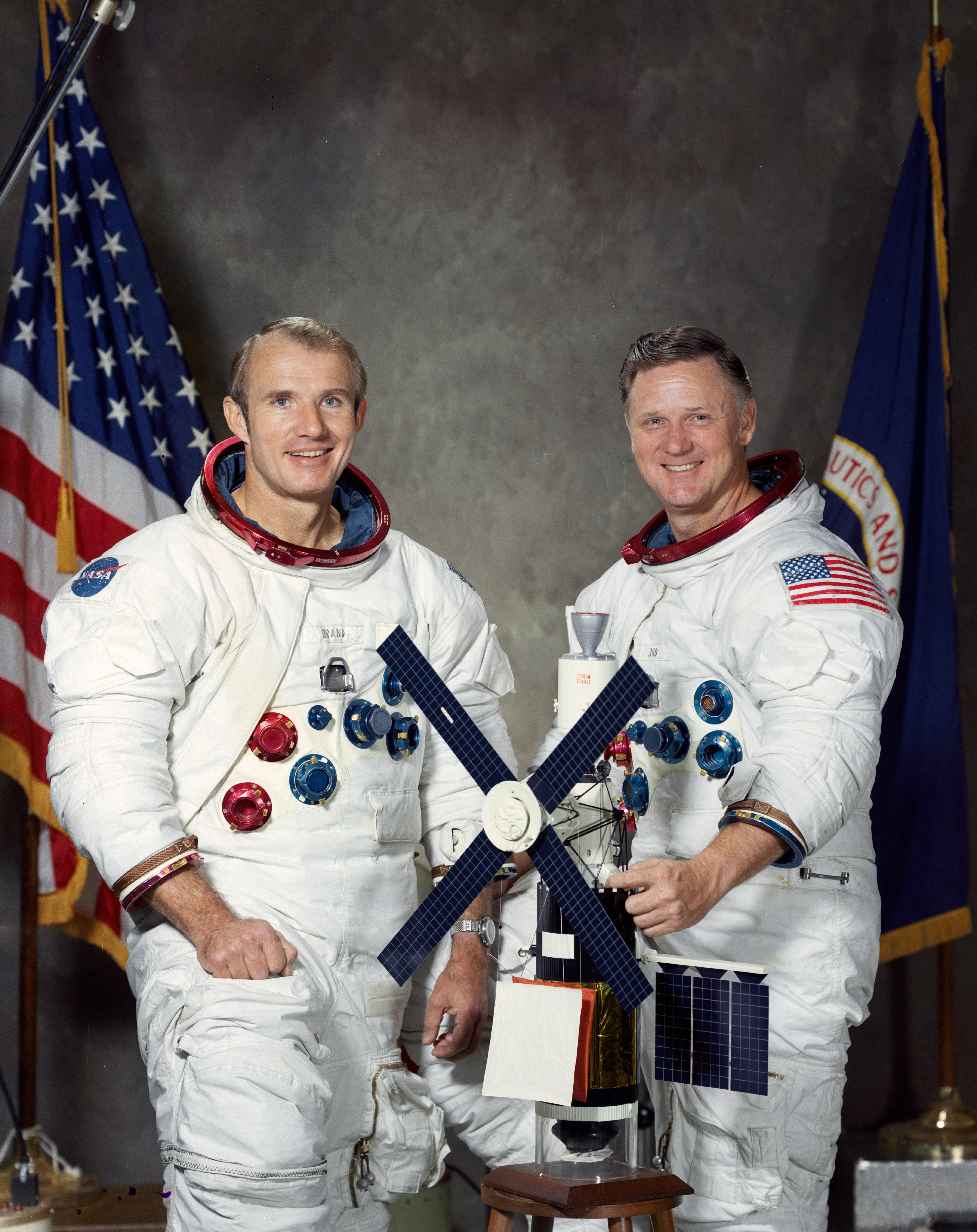
Załoga planowanej misji Skylab Rescue: Vance Brand (z lewej) i Don Lind.

- 1966 – 4 kwietnia został wybrany do piątej grupy astronautów NASA. Znalazło się w niej wówczas 18 kandydatów.
- 1972–1973 – podczas realizacji programu Skylab Lind był członkiem załogi rezerwowej dla drugiej i trzeciej misji (Skylab 3 i Skylab 4). Razem z nim znaleźli się w niej Vance Brand oraz William Lenoir. W 1973 Lind i Vance Brand przez pewien czas szkolili się do misji ratunkowej (Skylab Rescue) na stację Skylab. Przygotowania do takiej misji rozpoczęto po tym jak okazało się, że 2 sierpnia stwierdzono wyciek utleniacza z silniczków korekcyjnych statku Apollo, którym astronauci misji Skylab 3 mieli powrócić na Ziemię. Start miał dojść do skutku 10 września. Wyciek paliwa jednak samoistnie ustał i specjaliści NASA po analizach stanu statku ostatecznie zrezygnowali z wyprawy ratunkowej[2].
- 1977–1983 – pracował w Biurze Astronautów NASA. Był w grupie odpowiedzialnej za dobór i przygotowanie ładunków użytecznych dla pierwszych doświadczalnych lotów promów kosmicznych. Przeszedł również przeszkolenie pozwalające uczestniczyć mu w lotach wahadłowców w charakterze specjalisty misji.
- 1983–1985 – w lutym 1983 otrzymał przydział do załogi misji STS-51-B, w której pełnił funkcje specjalisty. Lot, który trwał 7 dni, odbył na przełomie kwietnia i maja 1985.
- 1986 – w kwietniu opuścił korpus astronautów oraz NASA.

## Po opuszczeniu NASA
- 1986–1995 – po zakończeniu kariery astronauty Don Lind był profesorem fizyki na Utah State University(inne języki) w Logan.

## Loty załogowe
- STS-51-B (Challenger F-7); Załoga STS-51-B. Od lewej: R. Overmyer, D. Lind, W. Thornton i T. Wang. W pozycji „głową w dół”: F. Gregory, N. Thagard i L. van den Berg.

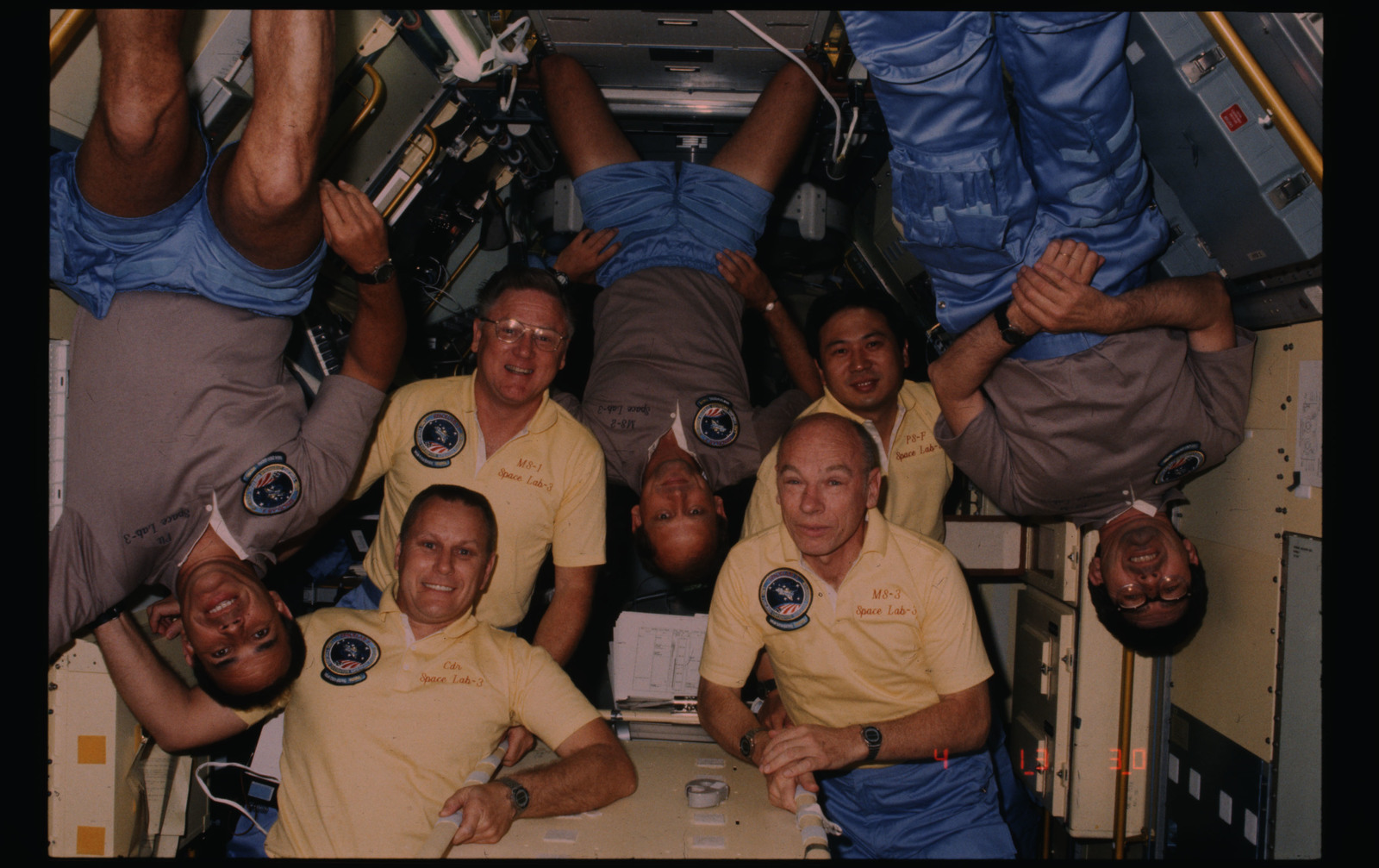
Załoga STS-51-B. Od lewej: R. Overmyer, D. Lind, W. Thornton i T. Wang. W pozycji „głową w dół”: F. Gregory, N. Thagard i L. van den Berg.

Podczas swojej jedynej wyprawy w kosmos Don Lind był specjalistą misji (MS-1) STS-51-B. Załogą dowodził Robert F. Overmyer, a pilotem wahadłowca był Frederick D. Gregory. Pozostałymi specjalistami misji byli: Norman E. Thagard (MS-2), William E. Thornton (MS-3), a specjalistami ładunku – Lodewijk van den Berg (PS-1) i Taylor G. Wang (PS-2). Pięciu członków załogi posiadało tytuły naukowe doktora. Astronauci wystartowali z Przylądka Canaveral 29 kwietnia 1985 na pokładzie wahadłowca Challenger. Na pokładzie promu kosmicznego znalazły się również 2 małpy i 24 szczury. W ładowni promu na orbitę wyniesione zostało laboratorium Spacelab 3, w którym przeprowadzono m.in. badania z zakresu materiałoznawstwa, mechaniki płynów, fizyki atmosfery, astronomii oraz biologii i medycyny. Był to pierwszy lot operacyjny laboratorium Spacelab przygotowanego przez Europejską Agencję Kosmiczną. Na zaplanowanych 15 eksperymentów pomyślnie zakończono 14. 7-dniowa misja zakończyła się 6 maja 1985 lądowaniem na bieżni bazy wojskowej Edwards w Kalifornii.

## Nagrody i odznaczenia
- NASA Exceptional Service Medal (1974)
- NASA Space Flight Medal
- Universal Astronaut Insignia za lot orbitalny (nr 166) – Stowarzyszenie Uczestników Lotów Kosmicznych (Association of Space Explorers(inne języki))[3]

## Życie prywatne
Żonaty z Kathleen Maughan, mieli siedmioro dzieci.

## Wykaz lotów
| Loty kosmiczne, w których uczestniczył Don L. Lind           | Loty kosmiczne, w których uczestniczył Don L. Lind | Loty kosmiczne, w których uczestniczył Don L. Lind | Loty kosmiczne, w których uczestniczył Don L. Lind | Loty kosmiczne, w których uczestniczył Don L. Lind | Loty kosmiczne, w których uczestniczył Don L. Lind |
| Lp                                                           | Data startu                                        | Data lądowania                                     | Statek kosmiczny                                   | Funkcja                                            | Czas trwania                                       |
| ------------------------------------------------------------ | -------------------------------------------------- | -------------------------------------------------- | -------------------------------------------------- | -------------------------------------------------- | -------------------------------------------------- |
| 1                                                            | 29 kwietnia 1985                                   | 6 maja 1985                                        | STS-51-B Challenger F-7                            | Specjalista misji (MS-1)                           | 7 dni 8 minut i 45 sekund                          |
| Łączny czas spędzony w kosmosie — 7 dni 8 minut i 45 sekund. |                                                    |                                                    |                                                    |                                                    |                                                    |